# Icosaedre

Icosàedre regular

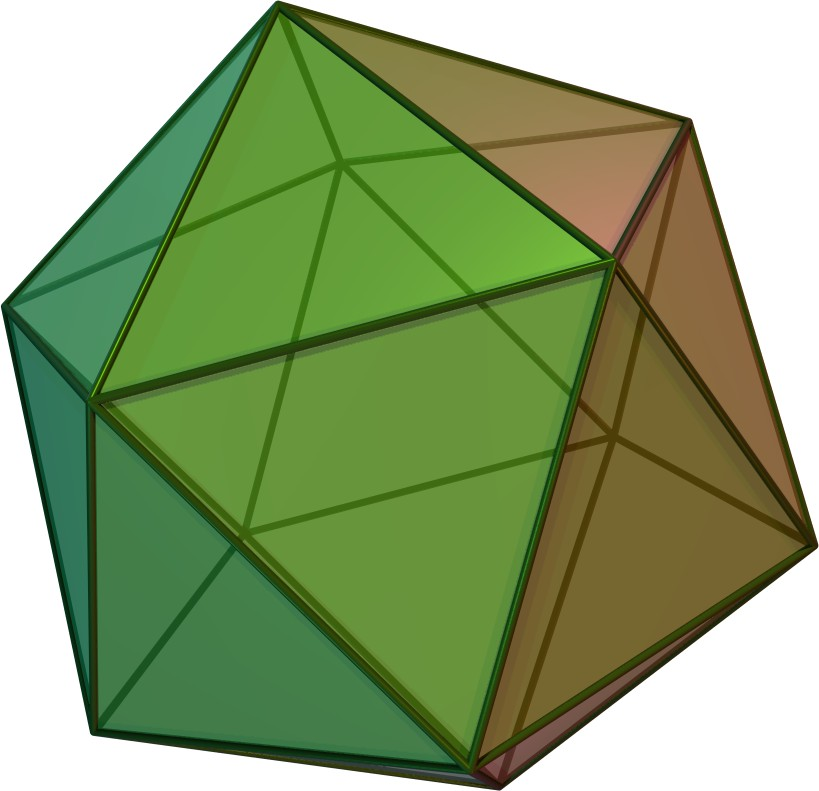
Icosàedre regular

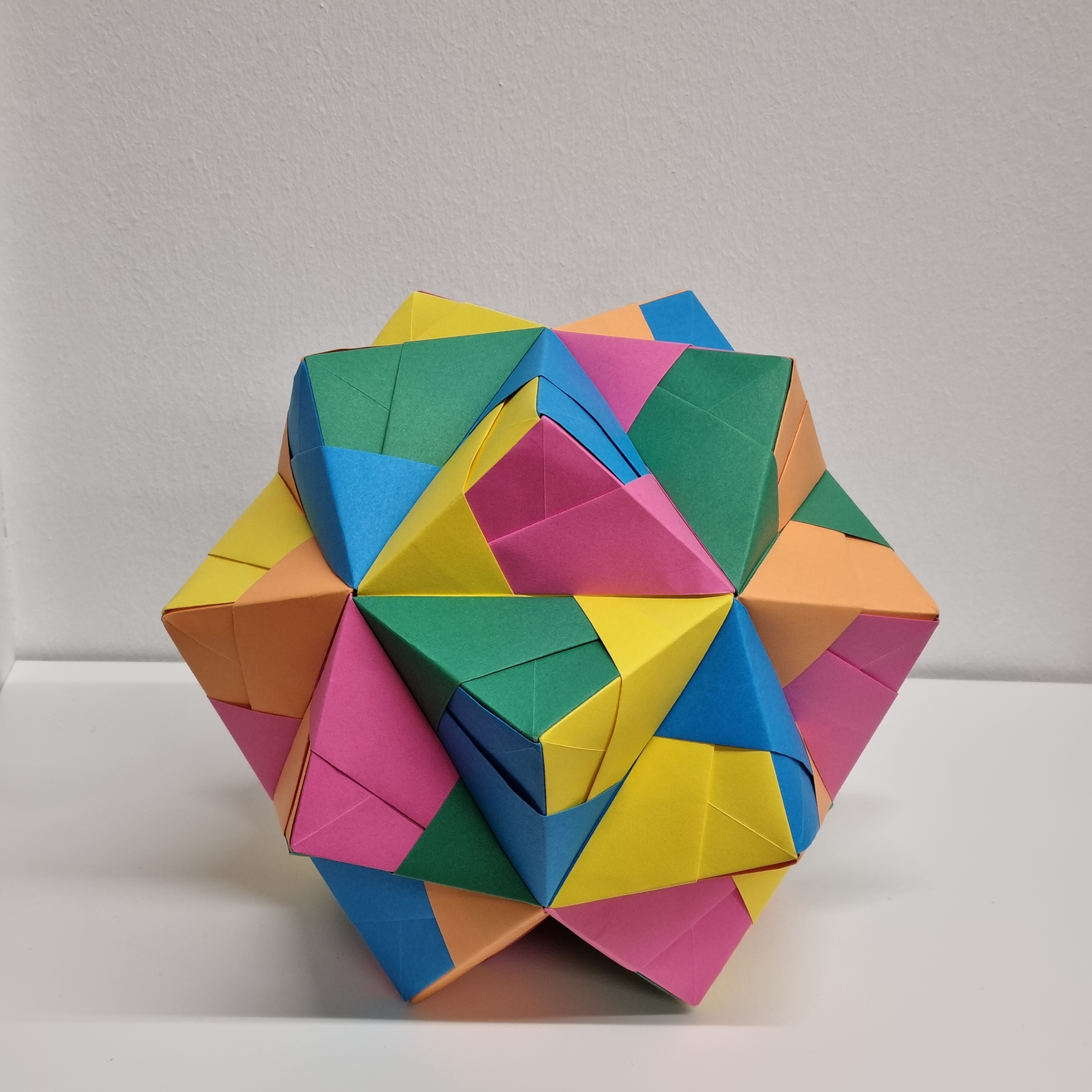
Icosàedre estrellat de cartolina, vista frontal.

Un icosàedre o icosaedre (ambdues variants són acceptades) és qualsevol políedre de vint cares, tot i que habitualment hom fa referència a un "icosàedre regular", en el qual cada cara és un triangle equilàter.

En geometria, l'icosàedre regular és un dels cinc sòlids platònics. És un políedre regular convex, format per 20 cares triangulars, que es troben en grups de cinc en cadascun dels dotze vèrtexs. Té 30 arestes i el seu políedre dual és el dodecàedre.

## Dimensions
Si la longitud de l'aresta d'un icosàedre regular és {\displaystyle a}, el radi d'una esfera circumscrita (la que toca l'icosàedre en tots els seus vèrtexs) és
{\displaystyle r_{u}={\frac {a}{2}}{\sqrt {\tau {\sqrt {5}}}}={\frac {a}{4}}{\sqrt {10+2{\sqrt {5}}}}\approx 0.9510565163\cdot a}
i el radi d'una esfera inscrita (tangent a cadascuna de les cares de l'icosàedre) és
{\displaystyle r_{i}={\frac {\tau ^{2}a}{2{\sqrt {3}}}}={\frac {a}{12}}{\sqrt {3}}\left(3+{\sqrt {5}}\right)\approx 0.7557613141\cdot a}
on τ (també anomenat φ) és la secció àuria.

## Àrea i volum
L'àrea A i el volum V d'un icosàedre regular d'aresta de longitud a són:
{\displaystyle A=5{\sqrt {3}}a^{2}}
{\displaystyle V={\begin{matrix}{5 \over 12}\end{matrix}}(3+{\sqrt {5}})a^{3}}

## Coordenades cartesianes
Les següents coordenades cartesianes defineixen els vèrtexs d'un icosàedre amb vertex de llargada 2, centrat en l'origen:
(0, ±1, ±φ)
(±1, ±φ, 0)
(±φ, 0, ±1)
on φ = (1+√5)/2 és la secció àuria (també escrita com τ). Observeu que aquests vèrtexs formen cinc conjunts de tres rectangles auris mútuament ortogonals.
Les dotze arestes d'un octàedre poden ser dividides en secció àuria de manera que els vèrtexs resultants defineixin un icosàedre regular. Això es fa situant primer vectors en cadascuna de les arestes de l'octàedre, de manera que cada cara estigui limitada per un cicle, i després dividint de manera similar cada aresta en secció àuria en la direcció del seu vector. Els cinc octàedres que defineixen un icosàedre donat formen el que s'anomena un compost polièdric regular.

## Relacions geomètriques

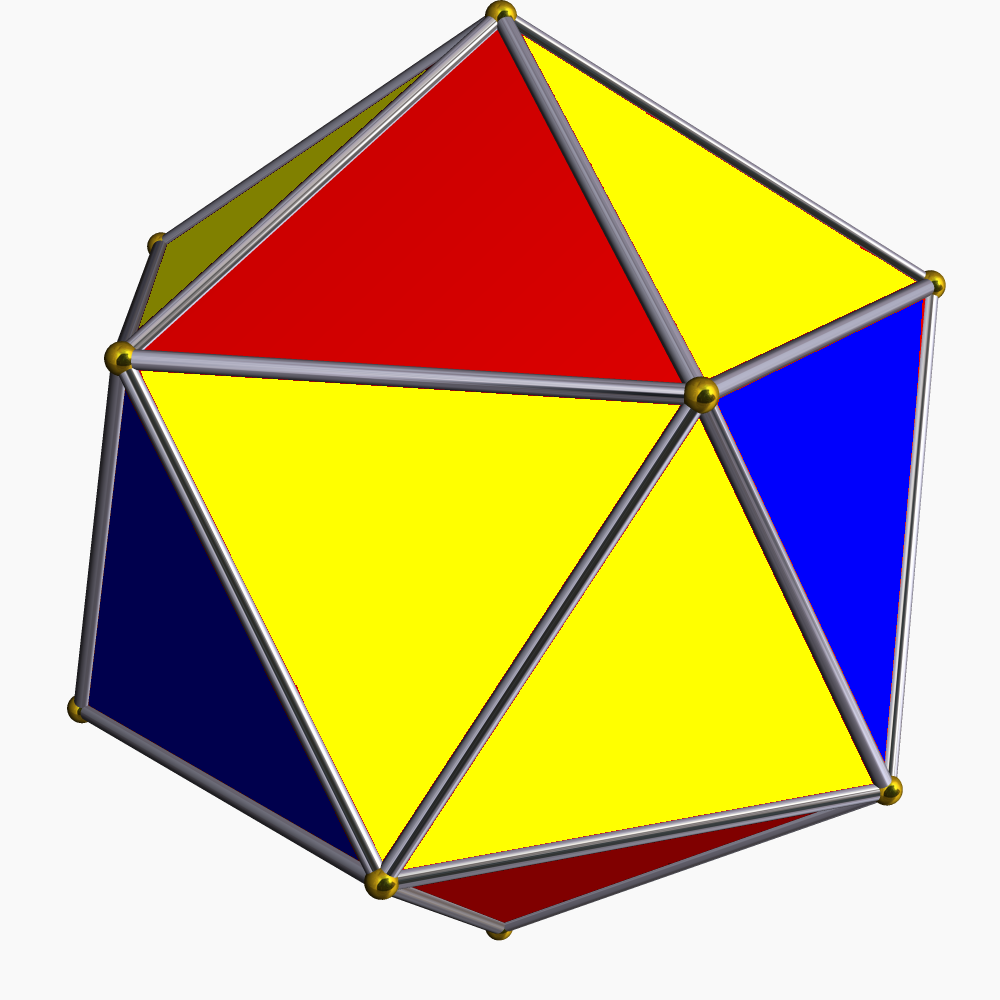
Icosàedre com un tetràedre estirat

Hi ha distorsions de l'icosàedre que, encara que ja no són regulars, sí que són uniformes pel que fa als vèrtexs. Són invariants sota les mateixes rotacions que el tetràedre, i són d'alguna manera anàlogues al cub estirat i al dodecàedre estirat.
L'icosàedre és únic dels sòlids platònics que té un angle dièdric no inferior a 120º. Així, de la mateixa manera que els hexàgons no tenen angles inferiors a 120º i no es poden fer servir com a cares d'un políedre regular, puix que una construcció tal no compliria el requeriment que almenys tres cares es trobin en un vèrtex deixant una resta superior a 0°, per poder plegar-se en tres dimensions, els icosàedres no es poden fer servir com a cel·les d'un politop convex regular perquè, de la mateixa manera, almenys tres cel·les s'haurien de trobar en una aresta i deixar una resta positiva per al plegat en quatre dimensions.
Una variant de l'icosàedre és l'icosàedre truncat, de 32 cares, obtingut en truncar els dotze vèrtexs de l'icosàedre, que és un dels models més estesos de pilota de futbol.

## Al món físic
- Hi ha molts virus que tenen forma d'icosàedre, com per exemple el de l'herpes.
- El Mapa Dymaxion és un tipus de projecció en cartografia que pren l'icosàedre com a base.
- Als jocs de rol, els d20 o daus de vint cares tenen forma d'icosàedre.